# ボープレオ
ボープレオ （Beaupréau）は、フランス、ペイ・ド・ラ・ロワール地域圏、メーヌ＝エ＝ロワール県のかつて存在したコミューン。

## 地理
歴史的・自然区分上の地方であるモージュ地方の中心コミューンである。ショレの北西18kmのところにある。
コミューンは、エヴル川の蛇行によって生じた斜面、標高32mから117mの間に広がっている。3579ヘクタールの面積はボカージュ（低潅木地帯）の風景と、ウシを飼うたくさんの牧場が特徴である。コミューンには小さな池や森が多く点在している。ロワール渓谷にある近隣のコミューンとは異なり、ボープレオにはブドウ畑はないが、リンゴを栽培する多くの果樹園がある。

## 由来
地名が11世紀にBello-Pratellum、11世紀終わりにBello-Prael、1075年頃にBello Pratello、12世紀初頭にBel-Pratel、1793年と1801年にはBeaupreauと記されたことが証明されている。その後、Beaupréauとなった。
ボープレオは、2つのローマ起源の要素を基本とする、中世に形作られた地名である。古フランス語のpräelは後期ラテン語のpratellu、短縮するとpratuは『草地』を指す。最初の要素beauは『美しい』を意味する古ラテン語belである。したがって、全体的な方向としてはbeau pré、『美しい草地』となる。

## 歴史
ユグノー戦争時代、ボープレオは王権に対抗していた。アンリ4世が王位につくと、アンジェとソミュールを除くアンジューの大部分は、新教徒を王と認めようとしなかった。スグレ、ボージェ、ボープレオ、シャロンヌ・シュル・ロワールのリーグ派たちは王に協力することを拒んだ。1593年、王がカトリックに改宗すると、平和が戻った。
18世紀、ヴァンデ戦争が起きると多くの人々がカトリック王党軍に加わった。1793年3月、カトリック王党軍のショレおよびボープレオ師団には9000人もの兵士があり、彼らを指揮していたのがモーリス・ジゴ・デルベであった。ボープレオが脚光を浴びたのは、1794年にシャレットが沼地やボカージュでの遠征で勝利を収め、ロシュジャクランとストフレがモージュ地方で勝利したときである。
第一次世界大戦では、131人のボープレオ出身者が命を落とし、第二次世界大戦では14人の出身者が殺された。
2014年、自治体間連合に参加しているコミューンを統合し、ボープレオ＝アン＝モージュ（Beaupréau-en-Mauges）の名で新たにコミューンとなる計画が生まれた。2015年7月2日、自治体間連合内のコミューン議会全てが、2015年12月15日より新コミューンとなることに賛成票を投じた。

## 人口統計
| 1962年 | 1968年 | 1975年 | 1982年 | 1990年 | 1999年 | 2006年 | 2012年 |
| ------ | ------ | ------ | ------ | ------ | ------ | ------ | ------ |
| 4577   | 4955   | 5428   | 5782   | 5937   | 6217   | 6456   | 6914   |

source=1999年までLdh/EHESS/Cassini、2004年以降INSEE

## 史跡
- セネシャル邸宅 - 16世紀から19世紀。1900年代には廃墟と化していたが、1930年代に修復された。
- ノートルダム教会 - ネオゴシック様式。

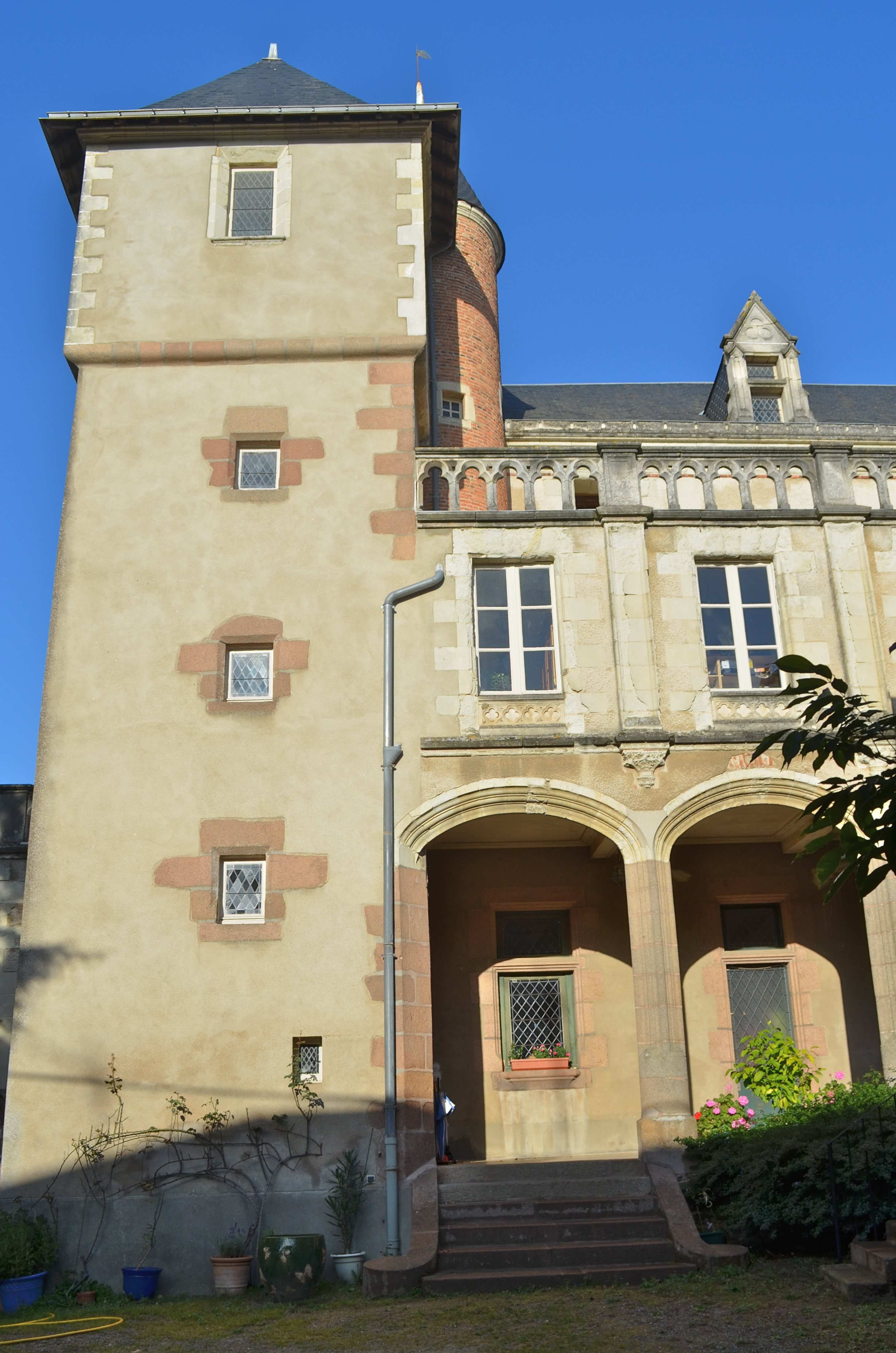
セネシャル邸宅
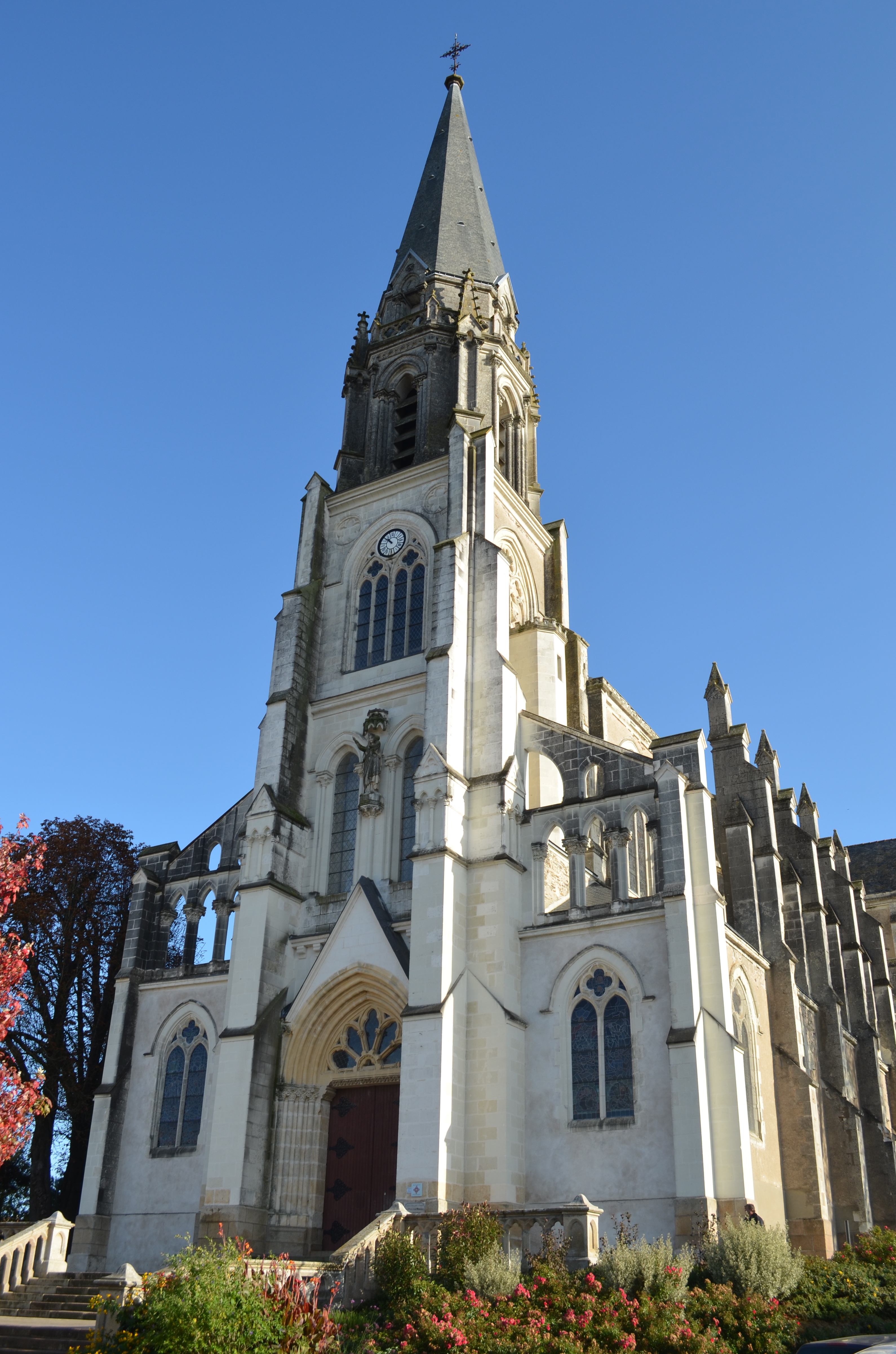
ノートルダム教会
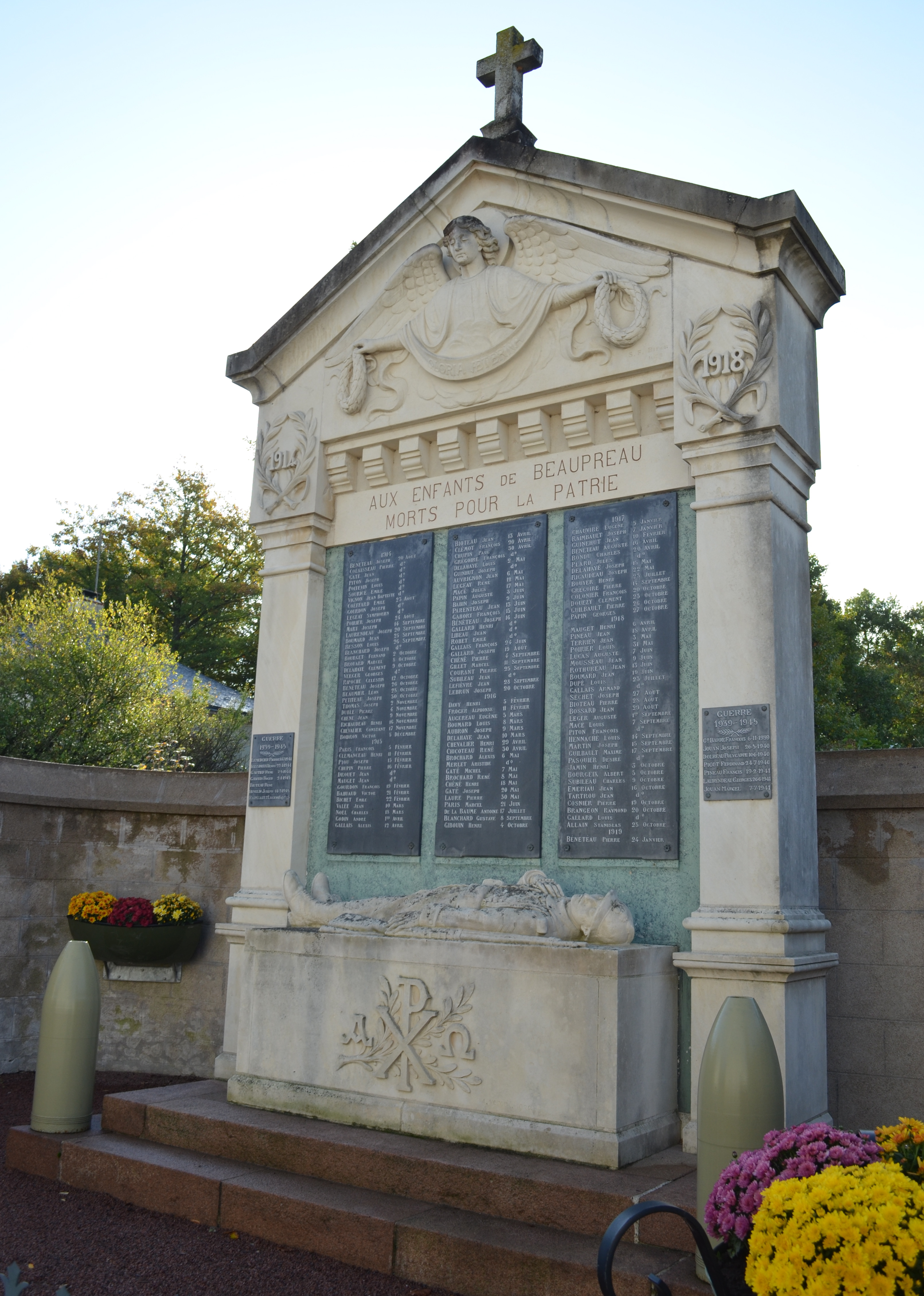
第一次世界大戦戦死者慰霊碑
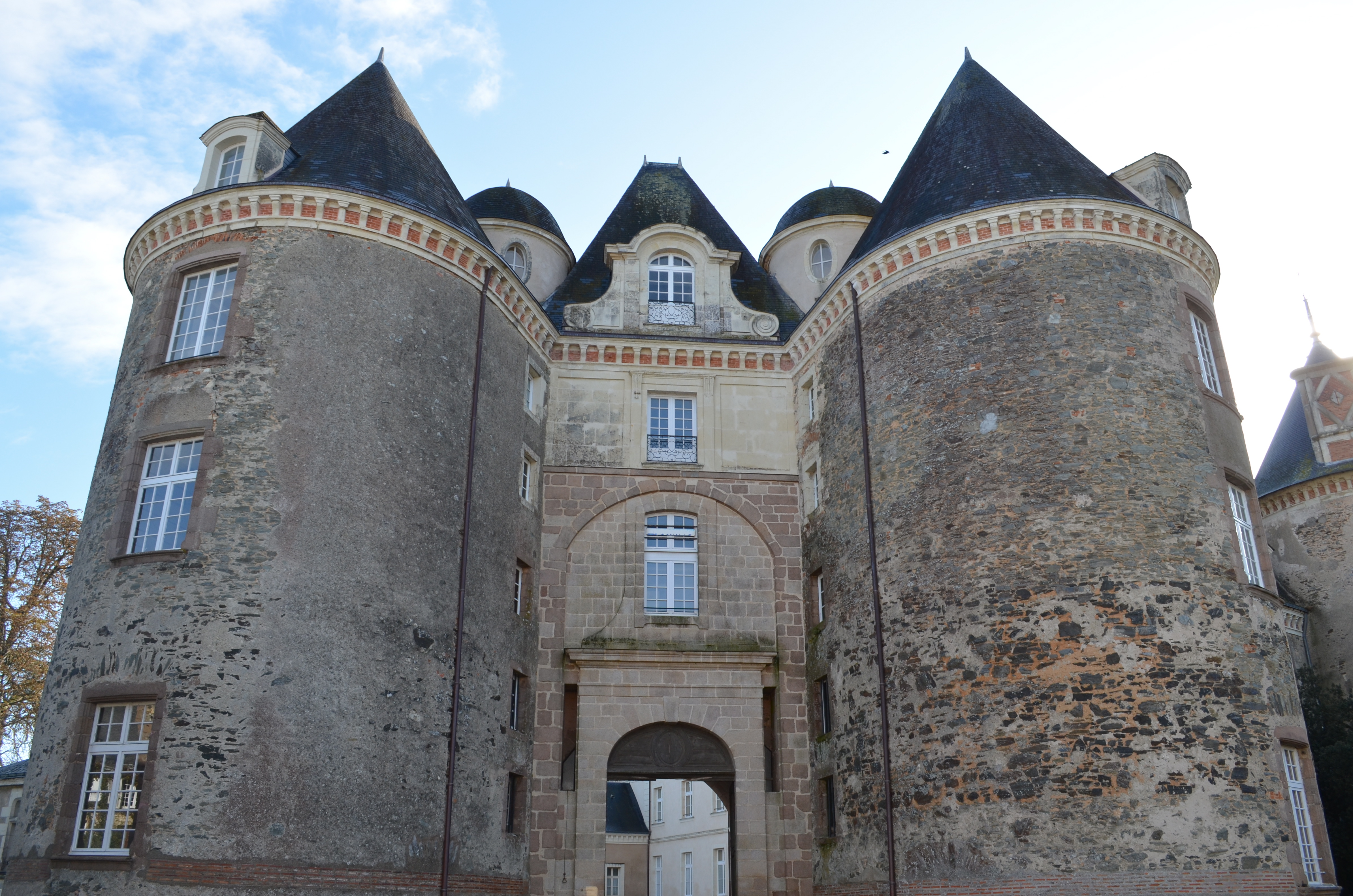
ボープレオ城のファサード

## 姉妹都市
ボープレオと姉妹都市となっているのは以下の自治体である。
- アバーゲイヴニー、イギリス
- ミュンジンゲン、ドイツ